# Jean-François Jacques
Jean-François Jacques, född 29 april 1985 i Terrebonne, Québec, Kanada, är en kanadensisk professionell ishockeyspelare som spelar för San Antonio Rampage i AHL.